# حزب الحداثة والتغيير
حزب الحداثة والتغيير هو حزب سياسي أردني تأسس في عام 2017، واتخذ مقرًا له في مدينة عمّان، قبل أن يتمّ حله في عام 2023.

## قيادات للحزب
شغل نايف الحمايدة منصب الأمين العام لحزب الحداثة والتغيير الأردني منذ تأسيسه في عام 2017 وحتى تمّ حلّ الحزب في عام 2023.

## لمحة تاريخية
تأسس حزب الحداثة والتغيير في عام 2017، ولكن في عام 2021 بدأ الحزب يُعاني من بعض الصعوبات في أعقاب قرار وزارة الشؤون السياسية والبرلمانية الأردنية بوقف دعمها المالي للحزب.

## حل الحزب
في مايو/أيار عام 2023 اعتُبر حزب الحداثة والتغيير الأردني حزبًا مُنحلًّا بعدما استبعده مجلس مفوضي الهيئة المستقلة للانتخاب في الأردن بسبب عدم تمكنه من استيفاء بعض الشروط التي نصّ عليها قانون الأحزاب الأردني رقم (7) والصادر في عام 2022. كانت الحكومة الأردنية قد أقرت في العام السابق قانونًا لتنظيم تأسيس الأحزاب السياسية في الأردن، وكانت مواد هذا القانون تشترط أن تُحقّق الأحزاب السياسية مجموعة من المعايير لكي تتم الموافقة على تأسيسها وتُصبح أحزابًا مُعترف بها رسميًا ويحق لها المُشاركة في الانتخابات البرلمانية الأردنية. كان من بين هذه الشروط أن ينضمّ للحزب في وقت إعلان تأسيسه ما لا يقلّ عن 1000 عضو في ستة مُحافظات أردنية مُختلفة، بحيث لا تقل نسبة النساء عن 20 بالمائة من أعضاء الحزب ولا تقل نسبة الشباب عن 20 بالمائة من الأعضاء.
أمهلت الهيئة المُستقلة للانتخاب الأحزاب التي لا تُحقّق بعض أو كل اشتراطات قانون الأحزاب حتى مايو/أيار في العام التالي لكي تتمكّن من توفيق أوضاعها، بينما اعتبرت الأحزاب التي لم تتمكّن من ذلك بعد انقضاء المُهلة المُحددة أحزابًا منحلة، وبناءًا على ذلك تم حل 19 حزبًا سياسيًّا، وكان حزب الحداثة والتغيير الأردني واحدًا من هذه الأحزاب.